# Kristīne Šefere
Kristīne Šefere (* 4. Dezember 1981 in Riga) ist eine Badmintonspielerin aus Lettland.

## Sportliche Karriere
Kristīne Šefere ist seit 1997 die dominierende Badmintonspielerin im Baltenstaat. Sie hat 53 Lettische Einzelmeisterschaften Titel gewonnen. Sie war dabei sowohl im Einzel, Doppel und auch im Mixed erfolgreich. Partner an ihrer Seite waren unter anderem Eduards Loze, Madara Puķīte, Ieva Pope, Margarita Miķelsone, Guntis Lavrinovičs und Dace Šneidere. Bei der Badminton-Weltmeisterschaft 1999 schied sie mit Margarita Miķelsone im Doppel jedoch schon in Runde eins aus.

## Erfolge
| Saison | Veranstaltung                   | Disziplin   | Platz | Name                                  |
| ------ | ------------------------------- | ----------- | ----- | ------------------------------------- |
| 1997   | Lettland: Einzelmeisterschaften | Dameneinzel | 1     | Kristīne Šefere                       |
| 1997   | Lettland: Einzelmeisterschaften | Mixed       | 1     | Eduards Loze / Kristīne Šefere        |
| 1997   | Lettland: Einzelmeisterschaften | Damendoppel | 1     | Kristīne Šefere / Margarita Miķelsone |
| 1998   | Lettland: Einzelmeisterschaften | Mixed       | 1     | Eduards Loze / Kristīne Šefere        |
| 1999   | Lettland: Einzelmeisterschaften | Damendoppel | 1     | Kristīne Šefere / Margarita Mikelsone |
| 1999   | Lettland: Einzelmeisterschaften | Mixed       | 1     | Eduards Loze / Kristīne Šefere        |
| 2000   | Lettland: Einzelmeisterschaften | Damendoppel | 1     | Kristīne Šefere / Dace Šneidere       |
| 2000   | Lettland: Einzelmeisterschaften | Dameneinzel | 1     | Kristīne Šefere                       |
| 2001   | Lettland: Einzelmeisterschaften | Mixed       | 1     | Reinis Belasovs / Kristīne Šefere     |
| 2001   | Lettland: Einzelmeisterschaften | Damendoppel | 1     | Kristīne Šefere / Margarita Mikelsone |
| 2001   | Lettland: Einzelmeisterschaften | Dameneinzel | 1     | Kristīne Šefere                       |
| 2002   | Lettland: Einzelmeisterschaften | Dameneinzel | 1     | Kristīne Šefere                       |
| 2002   | Lettland: Einzelmeisterschaften | Mixed       | 1     | Imants Kelmers / Kristīne Šefere      |
| 2002   | Lettland: Einzelmeisterschaften | Damendoppel | 1     | Kristīne Šefere / Margarita Mikelsone |
| 2003   | Lettland: Einzelmeisterschaften | Damendoppel | 1     | Kristīne Šefere / Margarita Mikelsone |
| 2003   | Lettland: Einzelmeisterschaften | Dameneinzel | 1     | Kristīne Šefere                       |
| 2003   | Lettland: Einzelmeisterschaften | Mixed       | 1     | Raimonds Cipe / Kristīne Šefere       |
| 2004   | Lettland: Einzelmeisterschaften | Damendoppel | 1     | Kristīne Šefere / Margarita Mikelsone |
| 2005   | Lettland: Einzelmeisterschaften | Damendoppel | 1     | Kristīne Šefere / Margarita Mikelsone |
| 2005   | Lettland: Einzelmeisterschaften | Dameneinzel | 1     | Kristīne Šefere                       |
| 2005   | Lettland: Einzelmeisterschaften | Mixed       | 1     | Aivars Tērauds / Kristīne Šefere      |
| 2006   | Lettland: Einzelmeisterschaften | Mixed       | 1     | Eduards Loze / Kristīne Šefere        |
| 2006   | Lettland: Einzelmeisterschaften | Damendoppel | 1     | Kristīne Šefere / Margarita Mikelsone |
| 2006   | Lettland: Einzelmeisterschaften | Dameneinzel | 1     | Kristīne Šefere                       |
| 2007   | Lettland: Einzelmeisterschaften | Mixed       | 1     | Eduards Loze / Kristīne Šefere        |
| 2007   | Lettland: Einzelmeisterschaften | Damendoppel | 1     | Kristīne Šefere / Madara Puķīte       |
| 2007   | Lettland: Einzelmeisterschaften | Dameneinzel | 1     | Kristīne Šefere                       |
| 2008   | Lettland: Einzelmeisterschaften | Mixed       | 1     | Eduards Loze / Kristīne Šefere        |
| 2008   | Lettland: Einzelmeisterschaften | Damendoppel | 1     | Kristīne Šefere / Madara Puķīte       |
| 2008   | Lettland: Einzelmeisterschaften | Dameneinzel | 1     | Kristīne Šefere                       |
| 2009   | Lettland: Einzelmeisterschaften | Mixed       | 1     | Eduards Loze / Kristīne Šefere        |
| 2009   | Lettland: Einzelmeisterschaften | Damendoppel | 1     | Kristīne Šefere / Dace Šneidere       |
| 2009   | Lettland: Einzelmeisterschaften | Dameneinzel | 1     | Kristīne Šefere                       |
| 2010   | Lettland: Einzelmeisterschaften | Mixed       | 1     | Guntis Lavrinovičs / Kristīne Šefere  |
| 2010   | Lettland: Einzelmeisterschaften | Damendoppel | 1     | Kristīne Šefere / Ieva Pope           |
| 2010   | Lettland: Einzelmeisterschaften | Dameneinzel | 1     | Kristīne Šefere                       |
| 2014   | Riga Open                       | Dameneinzel | 1     | Kristīne Šefere                       |